# Rödnäbbad hjälmtörnskata
Rödnäbbad hjälmtörnskata (Prionops caniceps) är en fågel i familjen vangor inom ordningen tättingar.

## Utbredning och underarter
Rödnäbbad hjälmtörnskata delas in i två distinkta underarter:
- Prionops caniceps caniceps – förekommer från Guinea och Mali till Togo
- Prionops caniceps harterti – förekommer från Benin till västra Kamerun

## Familjetillhörighet
Hjälmtörnskatorna i Prionops placerades tidigare i en egen familj. DNA-studier visar dock att de står nära vangorna och inkluderas allt oftare i den familjen.

## Status och hot
Arten har ett stort utbredningsområde, men tros minska i antal, dock inte tillräckligt kraftigt för att den ska betraktas som hotad. Internationella naturvårdsunionen IUCN listar arten som livskraftig (LC).